# Godefroy de Saint-Omer
Adopté dès 1116. Actuel blason de la ville de Saint-Omer.
Godefroy de Saint-Omer (aussi connu sous le nom de Geoffroi de Saint-Omer) est un chevalier flamand, gaulois de nation[réf. nécessaire], (Flandre romane), cofondateur de l'ordre militaire et religieux des pauvres chevaliers du Christ (futur ordre du Temple) avec Hugues de Payns, en 1118.

## Biographie
Godefroy de Saint-Omer est né dans les tout derniers jours de décembre 1075 ou au premier jour de janvier 1076[réf. souhaitée] à Saint-Omer de Guillaume Ier seigneur de Saint-Omer et Aganitrude de Bruges.
Godefroy, son père Guillaume Ier de Saint-Omer et deux de ses frères Hugues et Gérard, participent à la première croisade en tant que vassaux de Robert II de Flandre. Hugues de Saint-Omer y aurait été alors remarqué comme étant un des meilleurs chevaliers du royaume de Jérusalem.. Et son neveu Gautier de Saint-Omer est fait prince consort de Galilée et de Tibériade (1159 – 1171).
Il organisa avec le chevalier Hugues de Payns, en 1118, la milice des pauvres chevaliers du Christ au service des chanoines réguliers du Saint-Sépulcre à Jérusalem (futur ordre du Temple).
C'est en 1129, lors du concile de Troyes, que cette milice devient l'ordre monastique et militaire du Temple. Avec Hugues de Payns il fait entre 1120 et 1129 deux allers-retours entre le royaume de France et Jérusalem afin de trouver des soutiens financiers pour l'Ordre, puis repart pour Jérusalem en 1129. Il est encore vivant en 1130.